# Gnoma thomsoni
Gnoma thomsoni es una especie de escarabajo longicornio del género Gnoma, tribu Gnomini, subfamilia Lamiinae. Fue descrita científicamente por Dillon & Dillon en 1951.

## Descripción
Mide 13-24 milímetros de longitud.

## Distribución
Se distribuye por Java.